# Musa chunii
Musa chunii är en enhjärtbladig växtart som beskrevs av Markku Häkkinen. Musa chunii ingår i släktet bananer, och familjen bananväxter. Inga underarter finns listade i Catalogue of Life.